# Antoni Małłek
Antoni Małłek - także (błędnie): Antoni Małek, ang. Anthony Mallek (ur. 5 maja 1851 w Ogorzelinach  – zm. 4 lutego 1917 w Chicago) - profesor, kompozytor, dyrygent chórów polonijnych, wydawca muzyczny, nauczyciel muzyki, organista, działacz polonijny m.in. pełnił funkcję Sekretarza Generalnego Związku Narodowego Polskiego, założył Związek Śpiewaków Polskich w Ameryce (1889). 
Muzyczne wykształcenie odebrał od swojego ojca. Unikając poboru do pruskiego wojska na wojnę francusko-pruską wyemigrował do Ameryki w 1871 r. Początkowo pracował na dworcu kolei Illinois Central w Chicago, 1872-1873 jako nauczyciel muzyki i organista w Chicago, 1873-1874 w Milwaukee, 1875-1880 w Northeim w Wisconsin w kościele św. Kazimierza (ang. st. Casimir) jako organista. W Northeim w towarzystwie narodowym "Gwardia Pułaskiego - Ułani Polscy" pełnił funkcję kapitana. W 1879 r. wybrany na sędziego pokoju. Od 1880 r. przez 26 lat pracował w kościele św. Trójcy (ang. The Holy Trinity) w Chicago, jako organista, dyrygent chóru.  W 1884 r. kupił czcionki muzyczne i zaczął wydawać polskie pieśni. Założył w 1889 r. a następnie trzykrotnie wybrany na prezesa Związku Śpiewaków Polskich w Ameryce (ang. The Polish Singers Alliance of America). W latach 1886–1903 systematycznie wydawał i redagował czasopismo "Ziarno" - pismo „poświęcone miłośnikom muzyki i śpiewu narodowego”. Sekretarz Generalny Związku Narodowego Polskiego - od 1889 r. wybierany 3 kolejne kadencje. Z jego inicjatywy Antoni Kątski ułożył "Marsz Związku Narodowego Polskiego" w 1892 r. Założył szereg chórów, m.in.: przy parafii św. Stanisława Kostki w Chicago (1872), przy parafii św. Stanisława w Milwakuee (1873), męski przy parafii  św. Kazimierza w Northeim włączony do "Gwardii Pułaskiego" (1875), chór żeński "Wanda" i męski "Chopina" przy parafii św. Trójcy w Chicago (1888), "Chojnia", którymi dyrygował wraz z bratem, organistą Konstantym Małłkiem.  Publikował prace w "Ziarno" - Polish Music Magazine, wydał kilkadziesiąt (17) własnych zeszytów z polskimi pieśniami.
Sygnały Kawaleryi Pułaskiego 1768: wiązanka melodyi Polskich: for the pianoforte z 1898 rozpoczyna sygnał na trąbkę "Pobudka!". 

## Wybrane publikacje
- Antoni Małłek w katalogu Biblioteki Narodowej. [dostęp 2008-11-07]. (pol.).:
  - Mazur ze wsi / słowa i muzyka Antoniego Mallek[!], Chicago, 1937
  - Na rok grunwaldzki: rota: na chór czterogłosowy mieszany i fortepian / do słów Maryi Konopnickiej ; napisał Antoni Małłek, "Ziarno", Chicago, 1910
  - Walczyk majowy: "My, córy pięknej królowej Jadwigi": na dwa głosy, solo alto i fortepian / napisał Antoni Małłek. "Ziarno", Chicago, 1914
  - Ziarno: zbiór pieśni polskich na głosy żeńskie z towarzyszeniem fortepianu. Serya 3 / ułożył Antoni Małłek. "Ziarno", Chicago, 1916
- Antoni Małłek w katalogu World Cat. [dostęp 2008-11-07]. (ang.). m.in.::
  - Pulaski cavalry signals of 1768: Polish national airs = Sygnały Kawaleryi Pułaskiego 1768: wiązanka melodyi Polskich: for the pianoforte, Ziarno, Chicago, 1898
  - Dzieje Parafii Św. Trójcy: 1873-1898, Chicago, 1898
  - Ziarno: Śpiewy na cztery męskie głosy, Chicago, 1898

- Antoni Małłek w Elektronicznej Bazie Bibliograficznej Estreichera. [dostęp 2010-02-04]. (pol.).:
  - Szkoła śpiewu i śpiewy dla dzieci (na dwa głosy), str. 72, Chicago, 1885
  - Zbiór pieśni narodowych na cztery męskie głosy, zebrał i wydał... Zeszyt I-XVIII, Chicago, nakład i druk autora, 1885–1887, Serya I, 8, str. 228 tekstu z nutami (obejmuje 95 pieśni z nutami na cztery głosy), Rocznik II, 20 czerwca 1887 (obejmuje 100 pieśni)
  - czasopismo "Ziarno" wydawane od lipca 1886 r.
  - Ziarno. Zbiór pieśni narodowych na cztery męskie głosy. Serya I, Wyd. 3, Chicago, nakład i druk autora, 1898, str. 300 i k. nl. 2